# Соколиная Гора (станция МЦК)
Соколи́ная Гора́ — остановочный пункт Малого кольца Московской железной дороги, обслуживающий маршрут городского электропоезда — Московское центральное кольцо. В рамках транспортной системы Московского центрального кольца обозначается как «станция», хотя фактически сам не является железнодорожной станцией ввиду отсутствия путевого развития. Открытие состоялось 11 октября 2016 года. Назван по расположенному рядом району Соколиная Гора.

## Расположение и выходы
Располагается между платформами Измайлово и Шоссе Энтузиастов. Платформы построены в неглубокой выемке, вестибюль совмещён с пешеходным путепроводом, построенным в 2011 году. Выходы — на Окружной проезд и в центральную часть Измайловского парка.
До 2011 года на месте пешеходного путепровода через железную дорогу был автомобильный.

## Пассажиропоток
Из 31 станции МЦК Соколиная Гора занимает 25-е место по популярности. В 2017 году средний пассажиропоток по входу и выходу составил 8 тыс. чел. в день и 240 тыс. чел. в месяц.

## Наземный общественный транспорт
На этой станции можно пересесть на следующие маршруты городского пассажирского транспорта:
- Автобусы: 141, 680

## Фотогалерея
| - Платформы и прибывающий электропоезд ЭС2Г - Вид с надземного пешеходного перехода - Выход с эскалаторов - Надземный пешеходный переход |